# Cherson
Cherson (ukrajinsky i rusky Херсон) je přístavní město na jižní Ukrajině poblíž ústí Dněpru do Černého moře. Cherson je střediskem Chersonské oblasti, přístavem, dopravním uzlem a průmyslovým i kulturním centrem. V současné době zde žije přibližně 279 tisíc obyvatel. Pod správu Chersonské městské rady spadají také SMT Antonivka a Komyšany a 7 vesnic. V roce 2022 získalo čestný titul Město-hrdina Ukrajiny.

## Dějiny

### Starověká historie
Území moderního města Cherson bylo osídleno již od předkřesťanských dob. První člověk se na tomto území objevil v době bronzové. V místě, kde se nacházela Chersonská pevnost, bylo nalezen skythské pohřebiště ze 3. století, nyní se nachází na jednom z centrálních parků (pevnost zbořena). Na starých mapách na místě moderního Chersonu a prakticky až do poloviny 18. stol. se nacházelo město Bilehowisce (Bilikhovychy, Bilkhovychy).

### Založení nového města

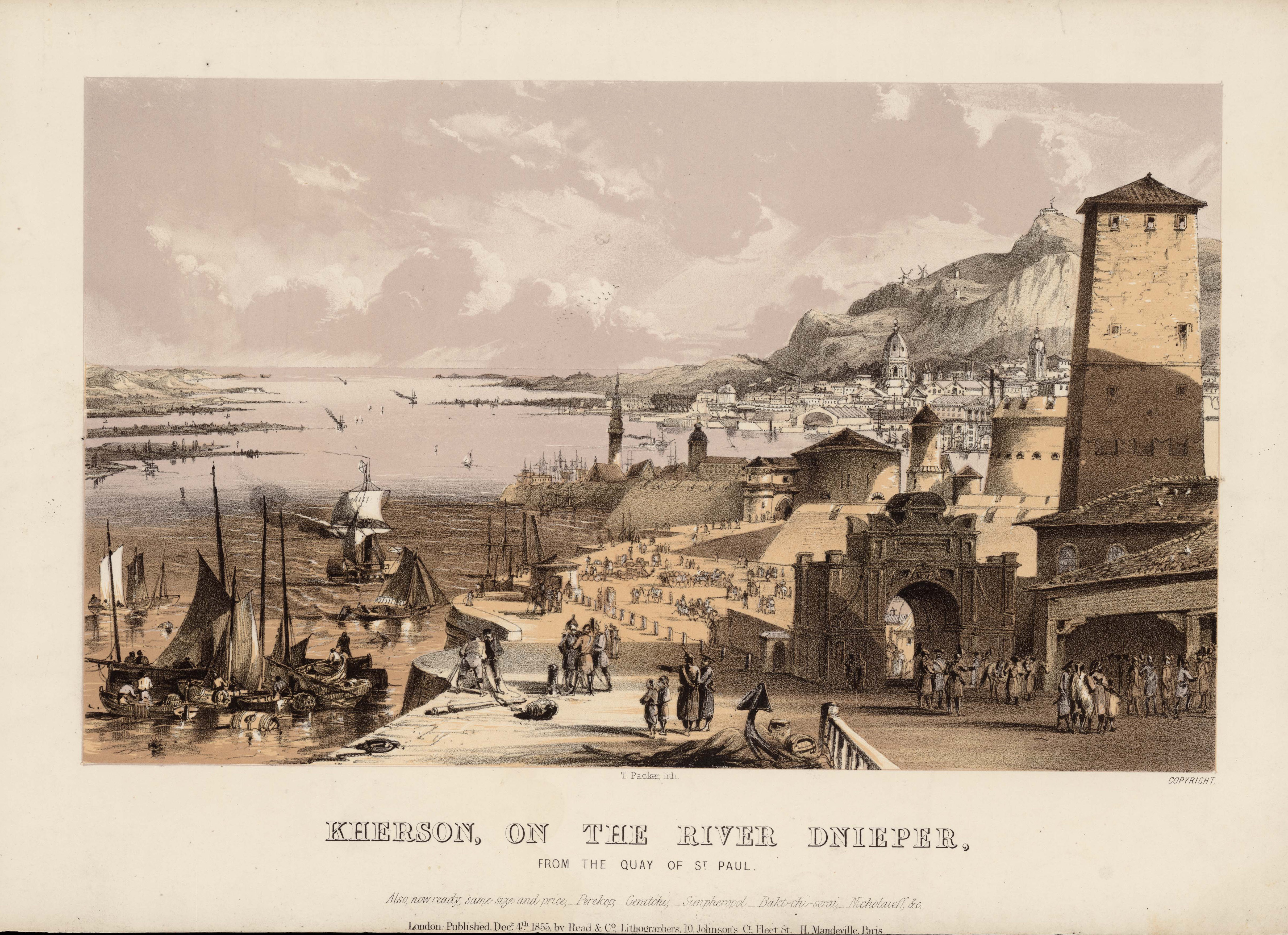
Přístav, litografie z roku 1855

Město Cherson při starší vojenské pevnosti založila ruská carevna Kateřina Veliká po páté rusko-turecké válce v roce 1778, údajně na radu knížete Grigorije Potěmkina. Rusko-tureckou smlouvou získala také nový přístup k Černému moři. Název Cherson byl podle dobové módy převzat z antického města Chersonésos, které leželo v místech dnešního Sevastopolu. Stavbu pevnosti vedl generál Ivan Alexandrovič Hannibal – bratranec ruského básníka Alexandra Sergejeviče Puškina.
V Chersonu byla založena ruská Černomořská flotila. Pod vedením Alekseje Naumoviče Senjavina bylo postaveno velitelské stanoviště a kasárna pro námořníky. Dne 16. září 1783 byla ve městě spuštěna na moře první bitevní loď Černomořské flotily. 
Roku 1803 se město stalo centrem Chersonské gubernie zahrnující dnešní jižní Ukrajinu. Během 19. století se rozvinul přístav a obchod převážně se zemědělskými výrobky z přilehlých úrodných rovin.
V září 1783 byla z kotvišť loděnice admirality vypuštěna první velká loď s 66 děly, která nesla název „Слава Екатерины“ (v překladu „Kateřinina sláva“). O pět let později byla tato loď na žádost carevny přejmenována na „Преображeние Госпoдне“ ( „Proměnění Páně“). Významným organizátorem flotily byl admirál Semjon Ivanovič Mordvinov a také admirál Fjodor Fjodorovič Ušakov, který se nejen podílel na stavbě válečných lodí, ale také cvičil jejich posádky v boji proti osmanské flotile.

### První republika
Zpráva o svržení samoděržaví v Chersonu byla přijata 2. března 1917. Po vyhlášení prvního „univerzála“ Ústřední rady byla úřadem ve městě prohlášena Ukrajinská zemská rada v čele s bývalým učitelem Čechovským.

### Světové války a hladomor
Za první světové války a občanské války bylo město postupně obsazeno několika armádami. Mezi válkami stihl většinu Ukrajiny uměle vyvolaný hladomor a nevyhnul se ani Chersonu. Od srpna 1941 do března 1944 byl Cherson okupován německým nacistickým vojskem.

### Samostatná Ukrajina
Po rozpadu SSSR a vytvoření nezávislé Ukrajiny nastal rozvrat řízené ekonomiky, Cherson docela stabilně přežil tuto ekonomickou a sociální krizi, zejména v průmyslu, ale i přes nové investice zahraničních (převážně ruských) firem je město stiženo úbytkem obyvatelstva. Známkou úbytku je i rozmach takzvaných brides agencies nabízejících bohatým Západoevropanům zprostředkování sňatku s místní ženou (1997), ale také například hromadný útěk Židů do Izraele (cca 5% města). [zdroj?]
Po roce 1991 zažil Cherson poměrně trvalý ekonomický a sociální rozvoj. Byla provedena restrukturalizace velkých chersonských podniků. Byly otevřeny nové závody, zejména automobilka SKIF a podnik Anto-Rus, který vyrábí autobusy. Loděnice obdržela mnoho zakázek ze zahraničí, do rafinérie přišli investoři z Ruska a Kazachstánu. Památník zakladatele města Potěmkina, zničený v roce 1920, byl znovuobnoven. V roce 2002 začala obnova pravoslavné katedrály Nanebevzetí Panny Marie, byla obnovena římskokatolická církev a postaven luteránský kostel. 

### Ruská invaze na Ukrajinu
Město bylo obsazeno ruskými vojsky 2. března 2022 při bitvě o Cherson, která se setkala s odporem místních obyvatel. Ti například blokovali průjezd ruské vojenské kolony a rovněž proti ruské okupaci probíhaly protesty. Byly hlášeny případy znásilnění ze strany okupantů, údajně z jedenácti žen jen pět přežilo. Mezi oběťmi je i sedmnáctiletá dívka.
Při ruské okupaci Chersonu byla 26. října 2022 ruskými okupanty rozebrána a odvezena socha při přípravě ústupu z Chersonu. Zůstal podstavec. Ve stejné době bylo odstraněno několik dalších památek a také ostatky Potěmkina. Dne 11. listopadu 2022 bylo kolem poledne ohlášeno osvobození Chersonu ukrajinskou armádou poté, co po úspěšné ukrajinské protiofenzivě ruský ministr obrany Sergej Šojgu nařídil vyklizení posledních okupovaných míst na pravém břehu Dněpru. I po osvobození bylo město terčem řady leteckých útoků (mj. dronových) ze strany Ruska.

## Vývoj městského znaku

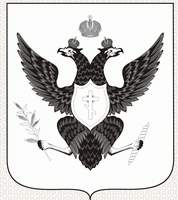
Znak z roku 1803
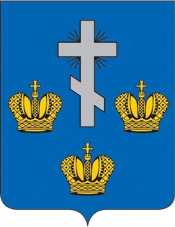
Založení gubernie
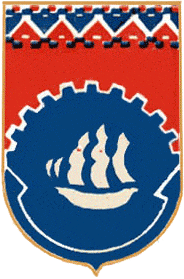
Sovětský znak 1978
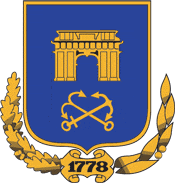
Znak z roku 1995
Současný znak

## Obyvatelstvo
| Rok  | Počet obyvatel | Národnostní složení                       |
| ---- | -------------- | ----------------------------------------- |
| 1926 | 58 000         | Ukrajinci 36%, Rusové 36%, Židé 25%       |
| 1939 | 97 800         |                                           |
| 1959 | 158 000        | Ukrajinci 63%, Rusové 29%, Židé 6%        |
| 1979 | 331 000        |                                           |
| 1989 | 355 000        |                                           |
| 2005 | 319 278        | Ukrajinci 76,5%, Rusové 20%, ostatní 3,5% |

## Hospodářství
Město si drží silnou pozici ve strojírenském (výroba kombajnů apod.), potravinářském průmyslu, metalurgii, výrobě a opravárenství lodí.

## Doprava
- Železniční tratě vycházející z Chersonu jsou vesměs jednokolejné a neelektrifikované. Vedou ve směru Džankoj – Krym, Mykolajiv – Oděsa/Kyjev, Snihurivka – Kryvyj Rih/Záporoží. Se všemi těmito místy existuje přímé vlakové spojení. Vzdálenějšími destinacemi jsou mj. Moskva, Minsk a Lvov.
- Město leží na mezinárodní silnici E58 (Vídeň – Košice – Kišiněv – Oděsa – Cherson – Rostov-na-Donu). V polovině 80. let byl na severovýchodním okraji města postaven Antonovský silniční most přes Dněpr, který zkrátil především cestu do východních částí oblasti na Krym. Město má důležitý přístav a mezinárodní letiště Cherson, které je spíše oblastního významu.
- Městskou dopravu zajišťují autobusy a od 60. let i trolejbusy. Je plánována stavba trolejbusové trati do sousedního Olešky.

## Kultura
Cherson se brzy po svém založení stal významným kulturním střediskem, jímž je dosud. Sídlí zde oblastní hudebně-dramatické divadlo, loutkové divadlo a filharmonie.
- Galerie Oleksije Šovkunenka

## Školství
Sídlí zde Chersonská, Technická a Agrární univerzita, Námořní akademie, hudební škola a mnoho odborných středních škol.

## Památky

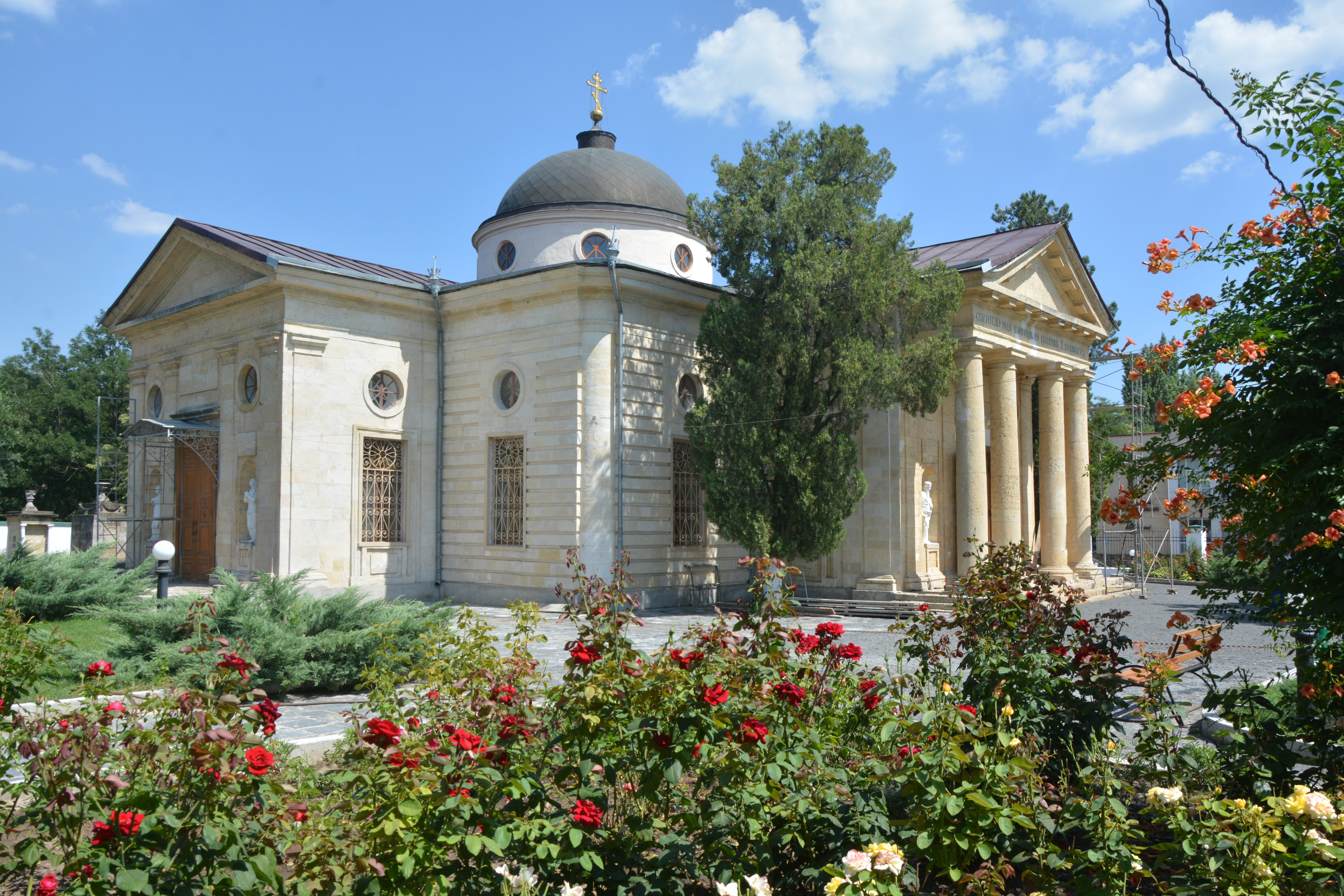
Katedrála sv. Kateřiny

- Katedrála sv. Kateřiny – národní kulturní památka; v letech 1781–1786 ji dal postavit generál Ivan Abramovič Gannibal jako jednu z prvních klasicistních staveb na jižní Ukrajině, sochy vytvořil ruský sochař Gavrila Zamorajev (po roce 2002 nahrazeny kopiemi); v 19. století byla poškozena zemětřesením; roku 1918 zrušena a proměněna v muzeum ateismu; v roce 2002 rekonstruována; slavné hroby: Potěmkin, Gannibal
- Chrám Kristova vzkříšení (Spaskyj sobor)
- Římskokatolický kostel Nejsvětějšího srdce Ježíšova, z roku 1781
- Budova Námořní akademie
- zbytky městského opevnění z 18. století
- nemocnice, kasárna, okresní soud aj. veřejné budovy z konce 18. a z 19. století:
- Městská duma (stará radnice) – historizující budova s věží, nyní sídlo muzea umění O. O. Šovkuněnka
- starý městský hřbitov
- Adžyholský maják, kovová konstrukce od Vladimira Šuchova z roku 1910.
- Oblastní historické muzeum

## Osobnosti
- Grigorij Alexandrovič Potěmkin (1730–1791), ruský generál, pohřben v katedrále sv. Kateřiny
- John Howard – britský filantrop a reformátor vězeňství zde zemřel roku 1790 při cestě na Krym
- izraelský premiér Moše Šaret[10]
- Sofie Rusová – zakladatelka první mateřské školy
- Sergej Stanišev – bulharský politik
- Alexandr Puškin – básník, zde rád trávil léto
- Afanasij Fet, Maxim Gorkij či Mychajlo Kocjubynskyj spisovatelé, zde trávili léto.

## Partnerská města
- Kent, Washington, USA
- Oslo, Norsko
- Řešov, Polsko
- Šumen, Bulharsko
- Zalaegerszeg, Maďarsko
- Zonguldak, Turecko

## Galerie

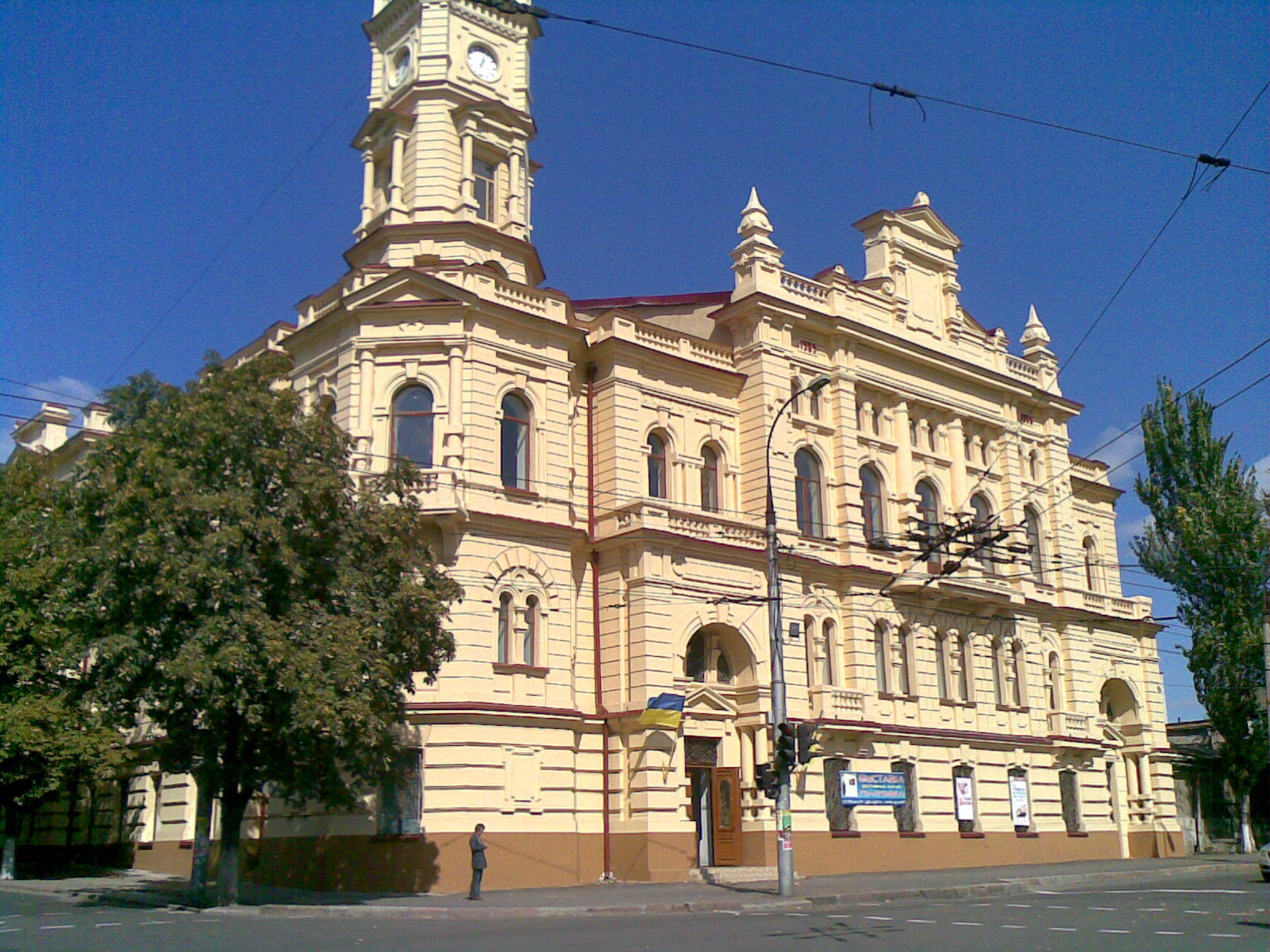
Městská duma
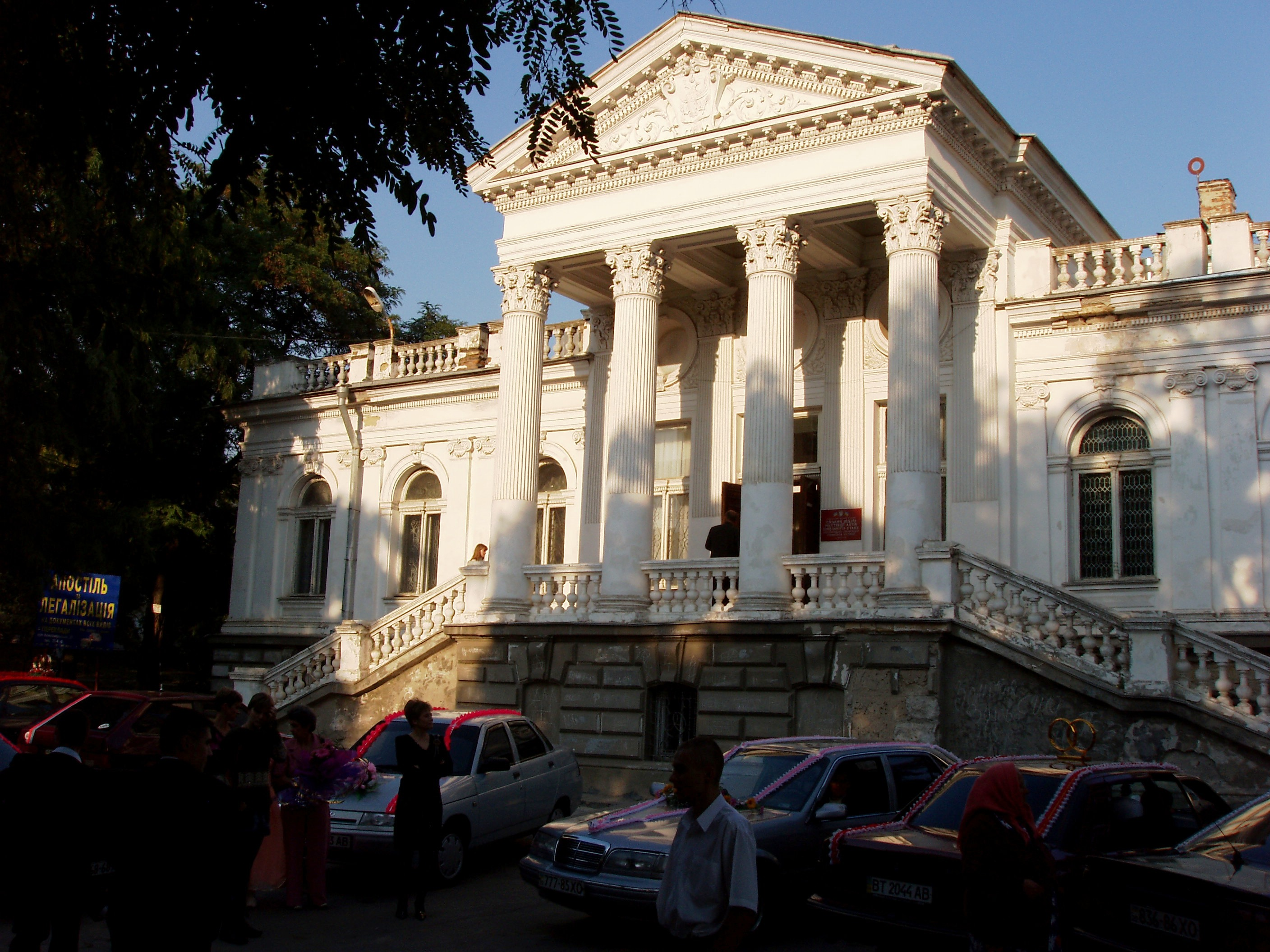
Městská knihovna
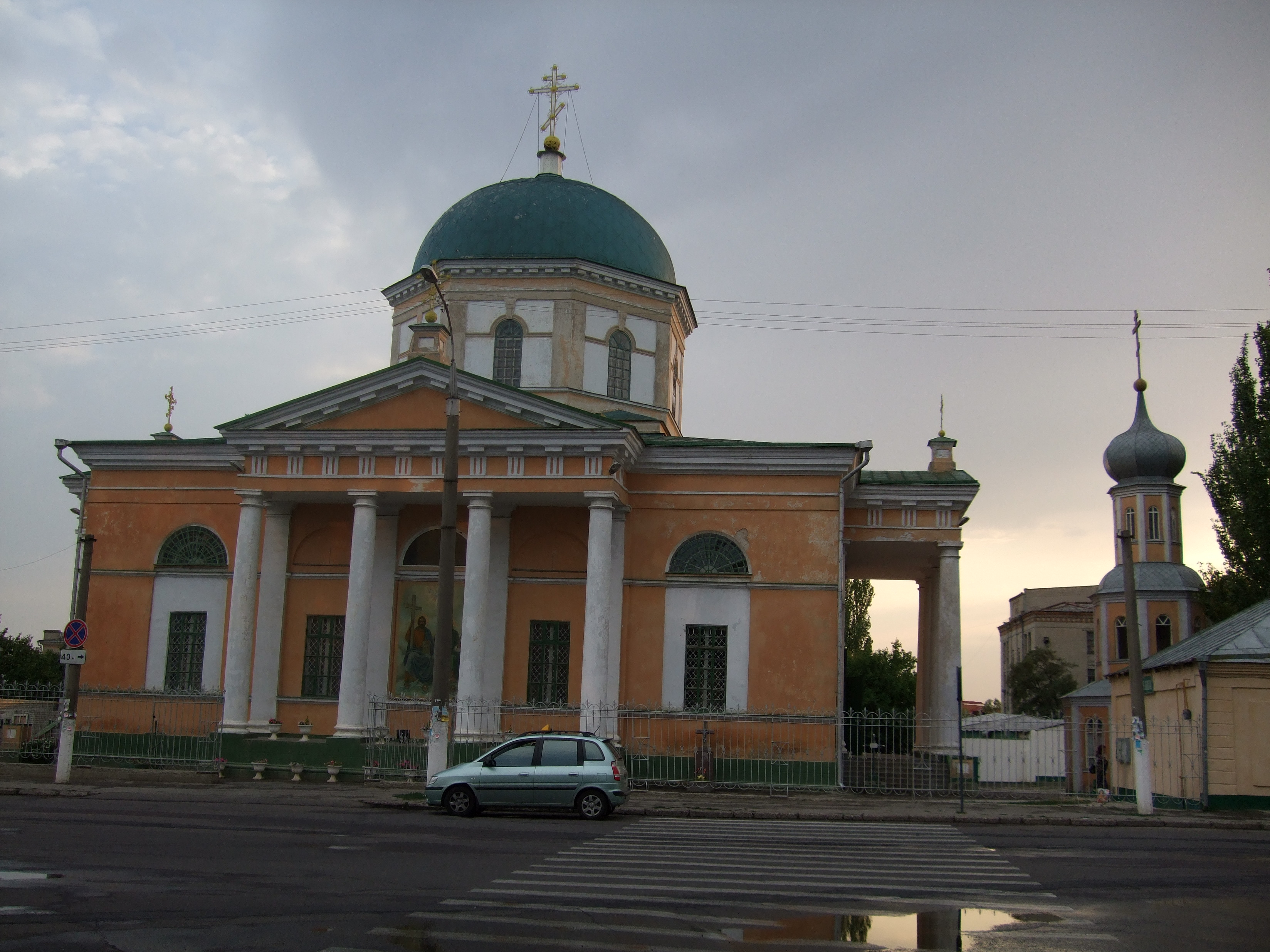
Chrám sv. Ducha s klášterem
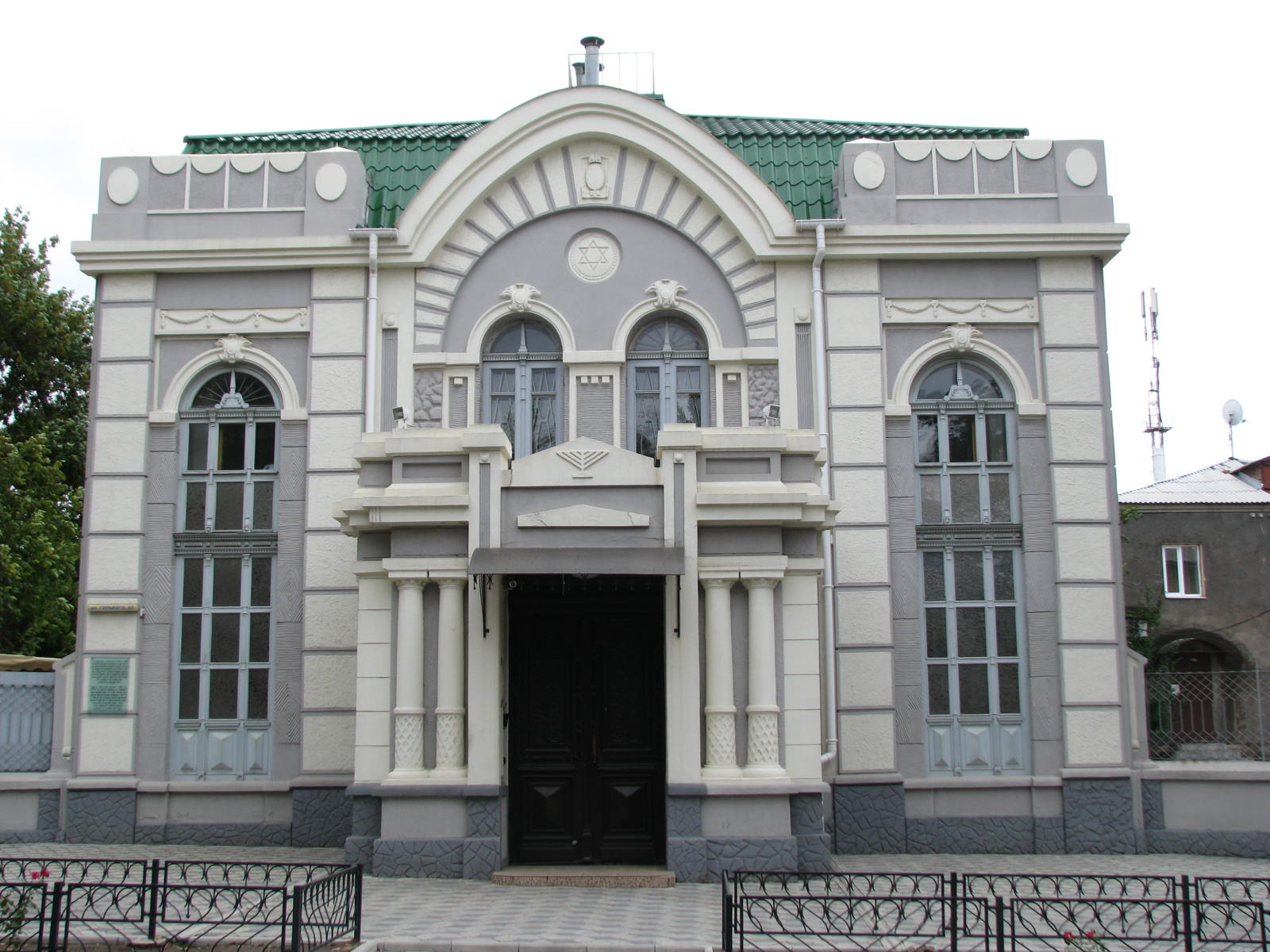
Synagoga Chabad
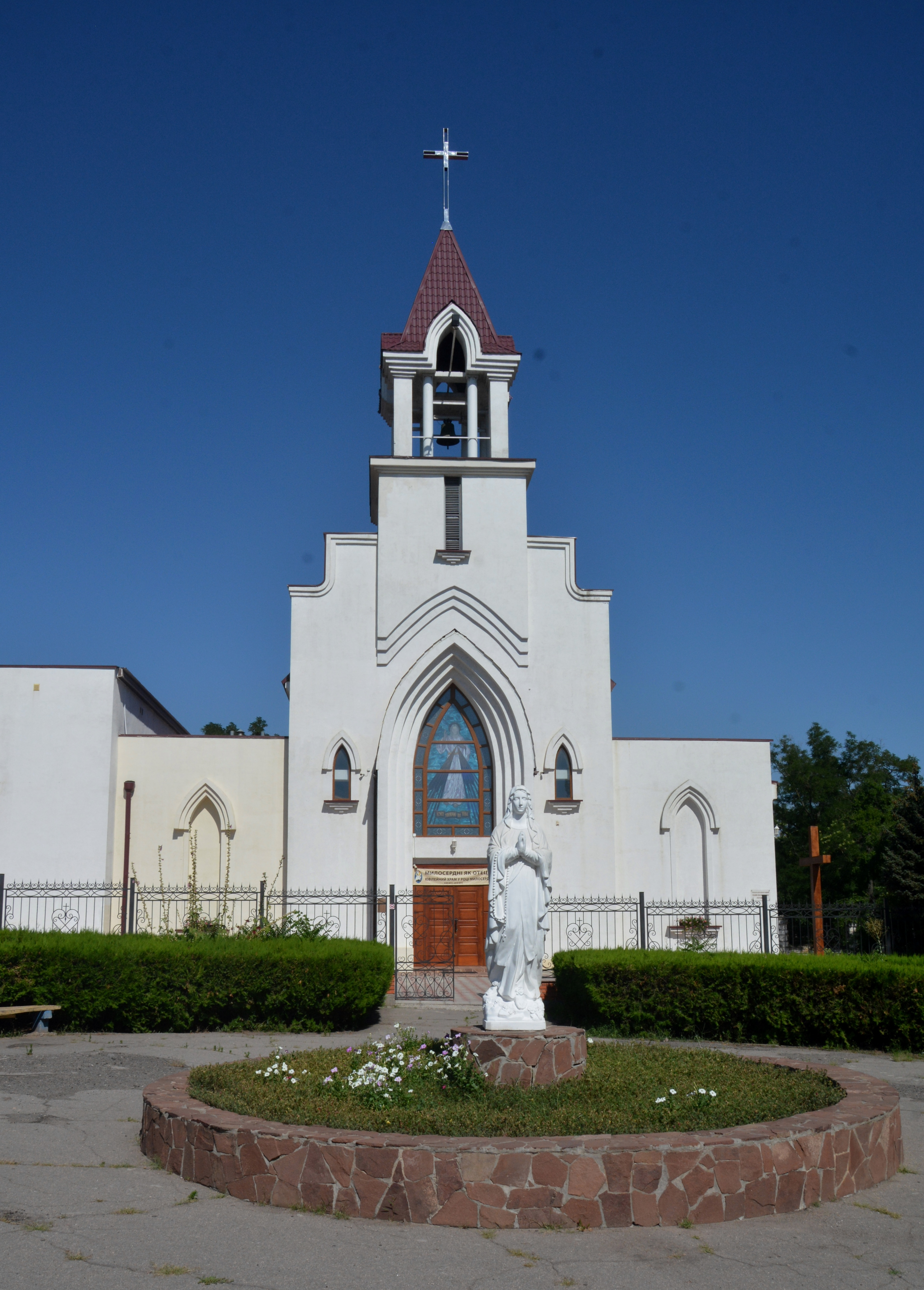
Chrám Sv. srdce Alexandry
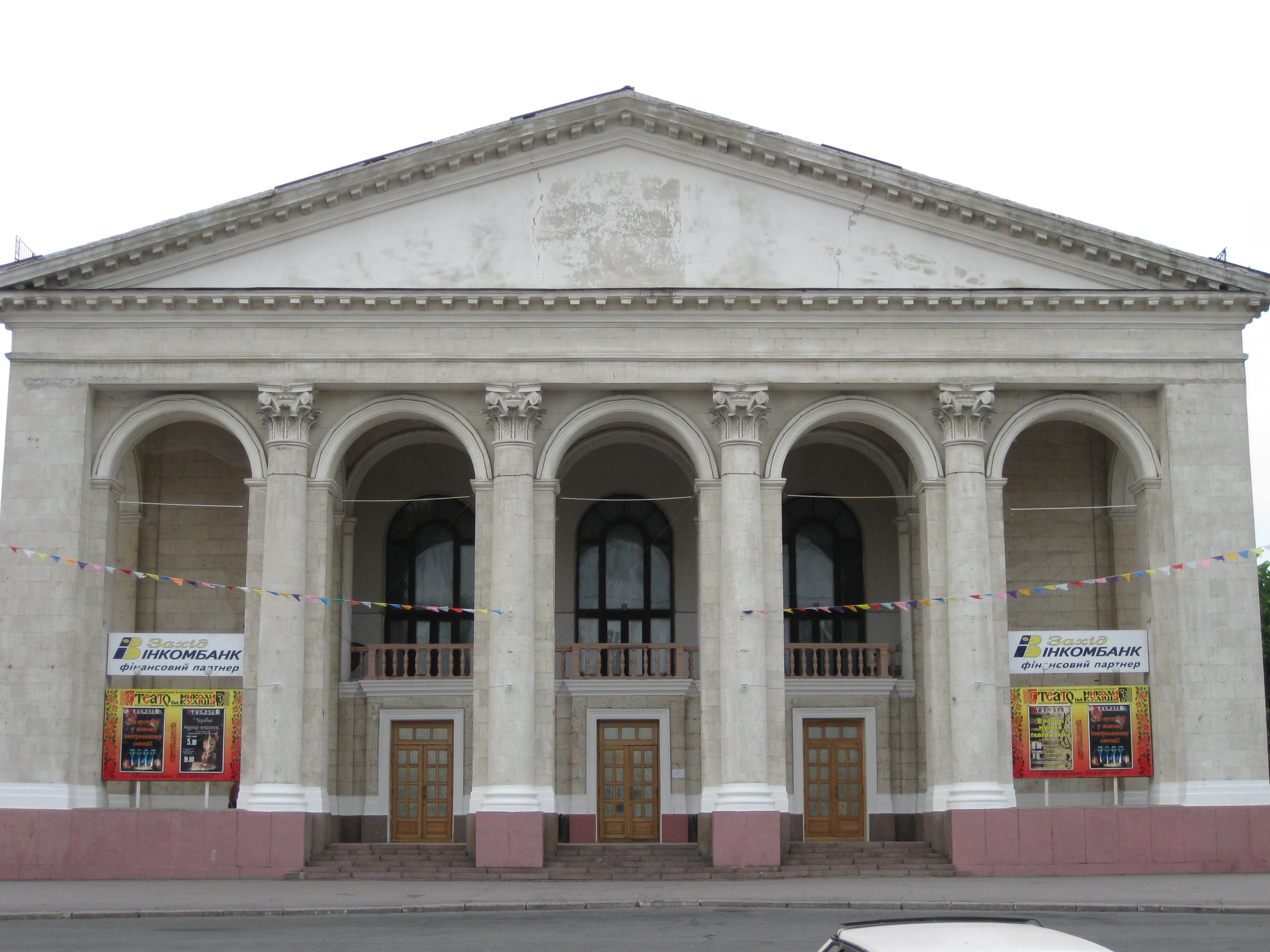
Divadlo
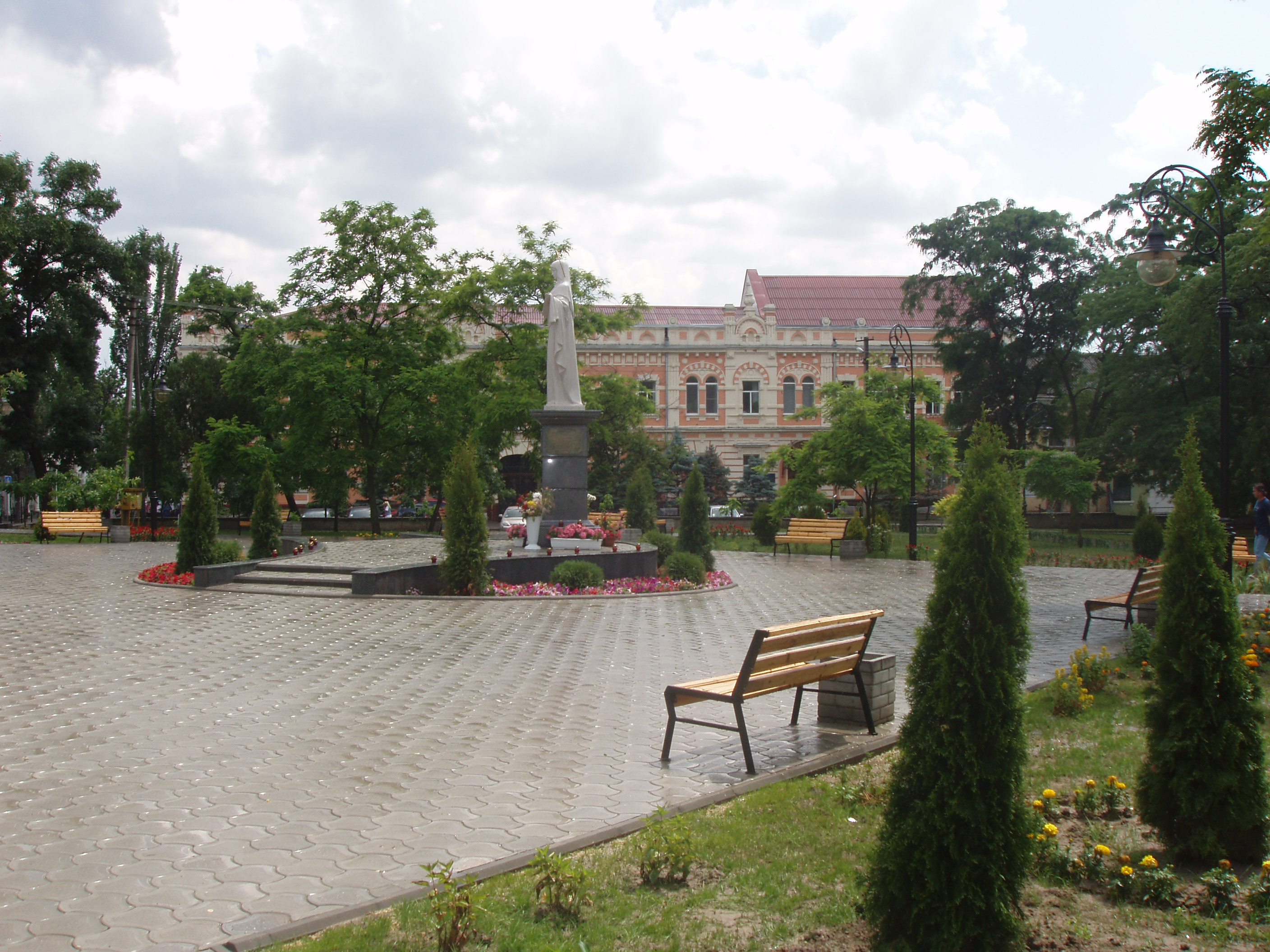
Puškinův sad
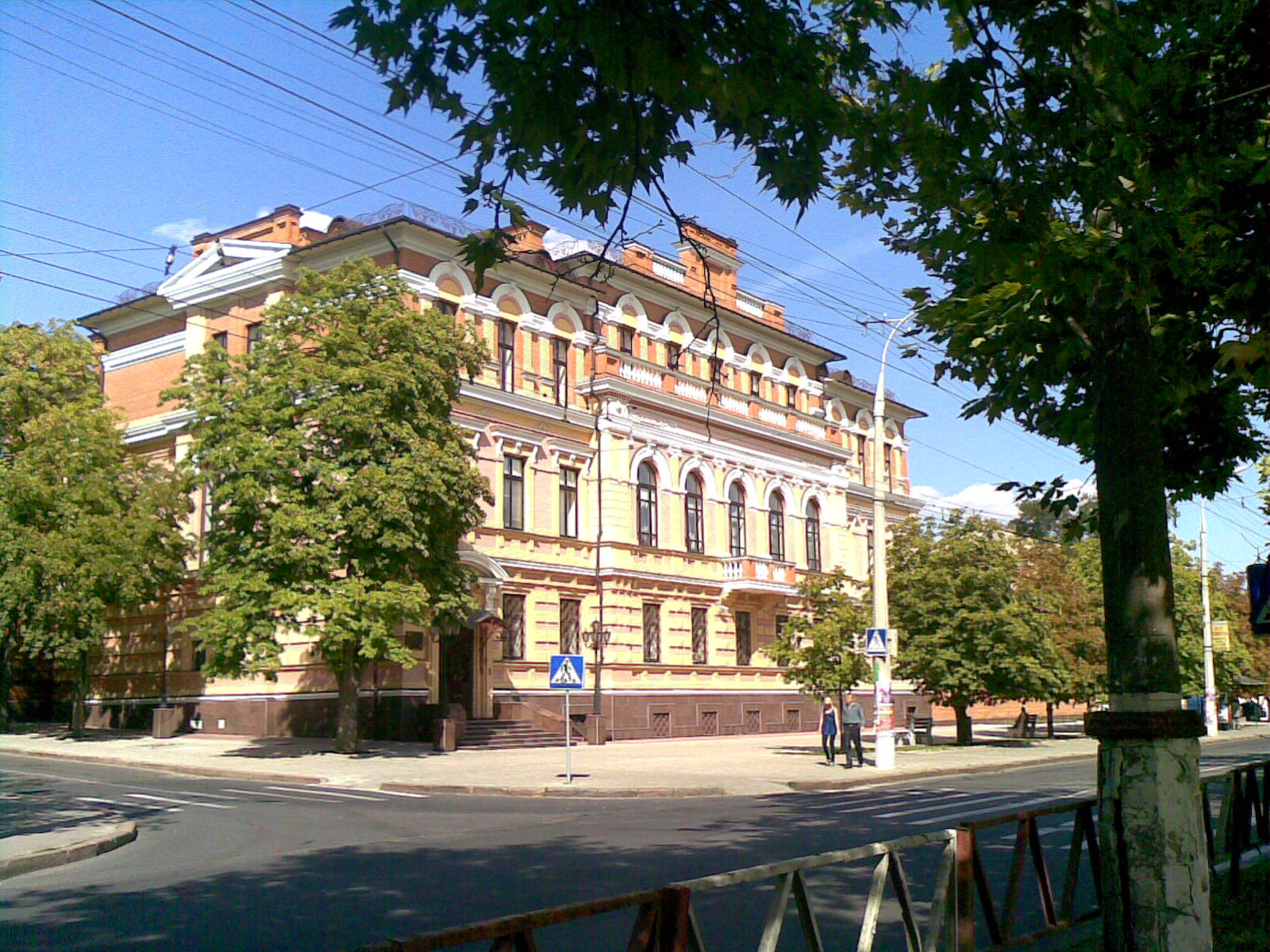
Národní banka
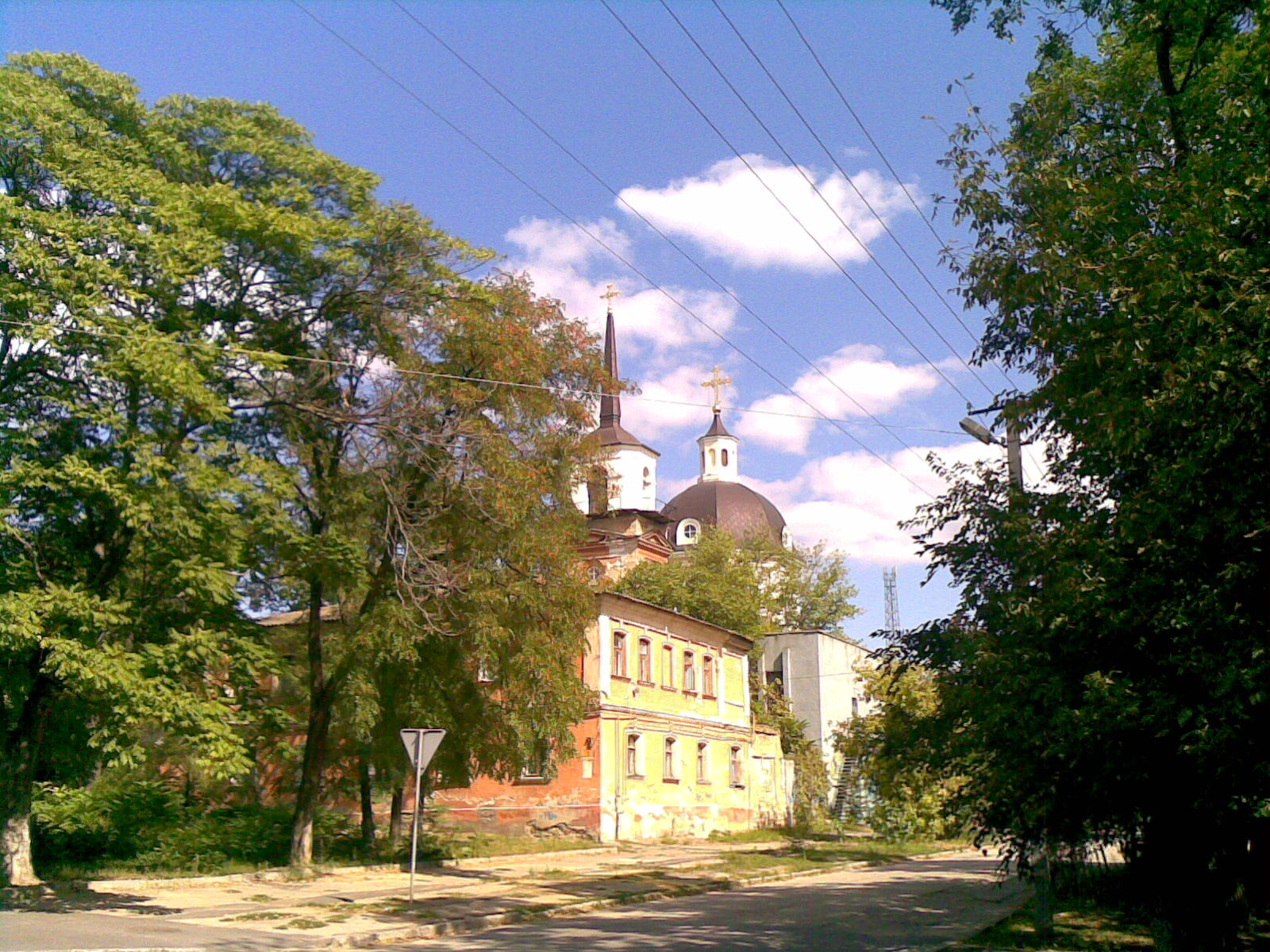
Staré Město
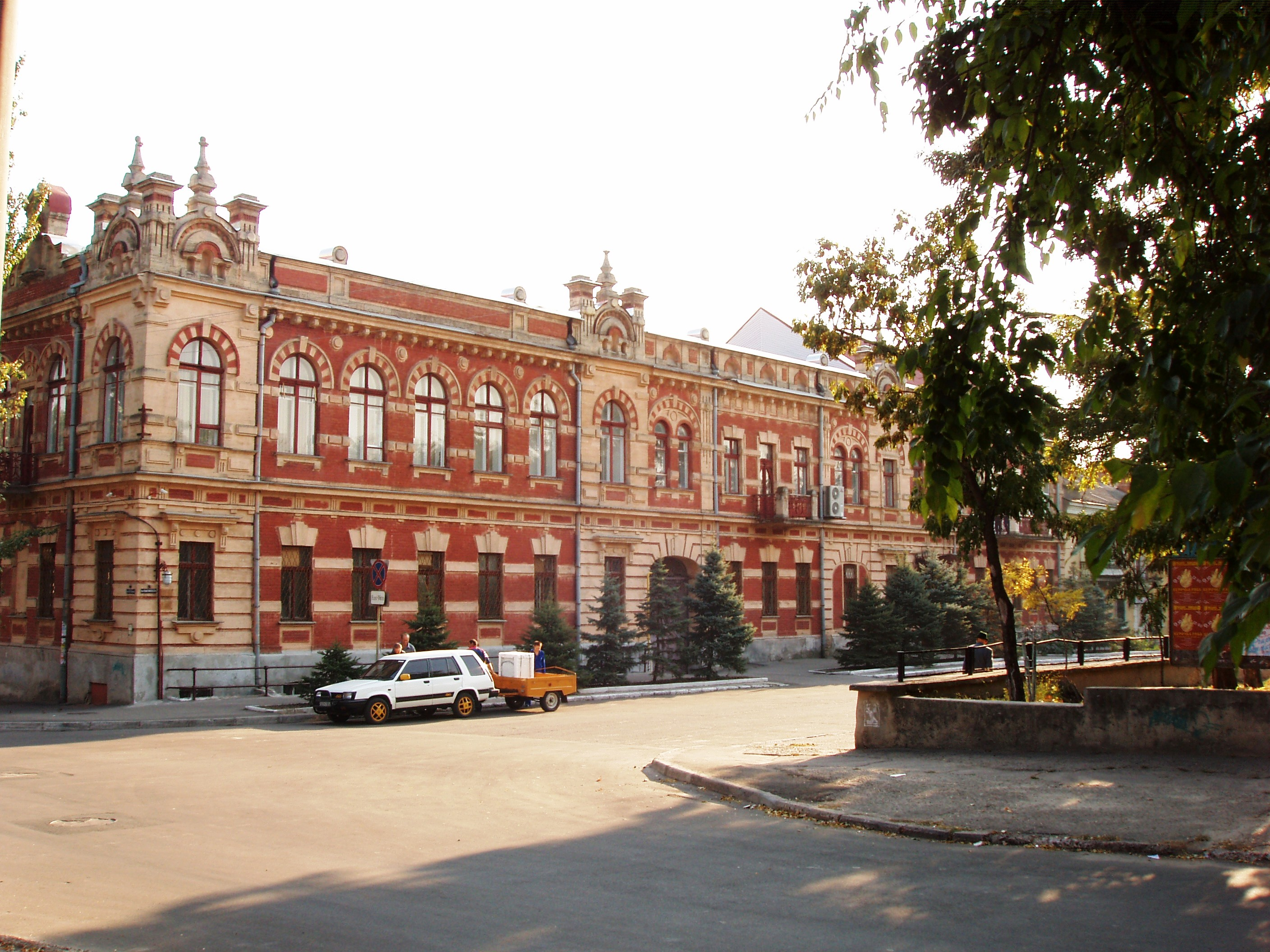
Staroobrjadinská ulice
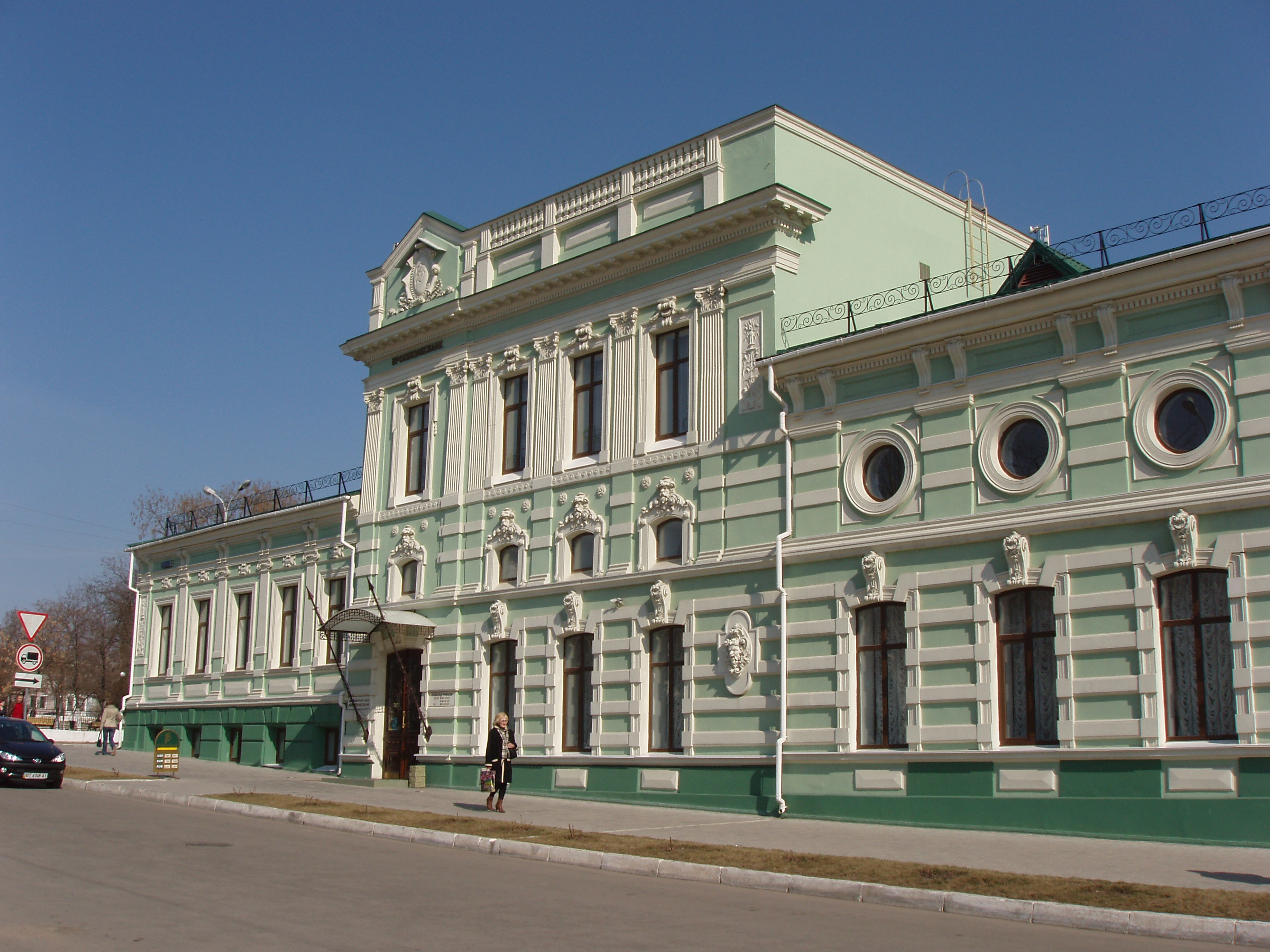
Banka
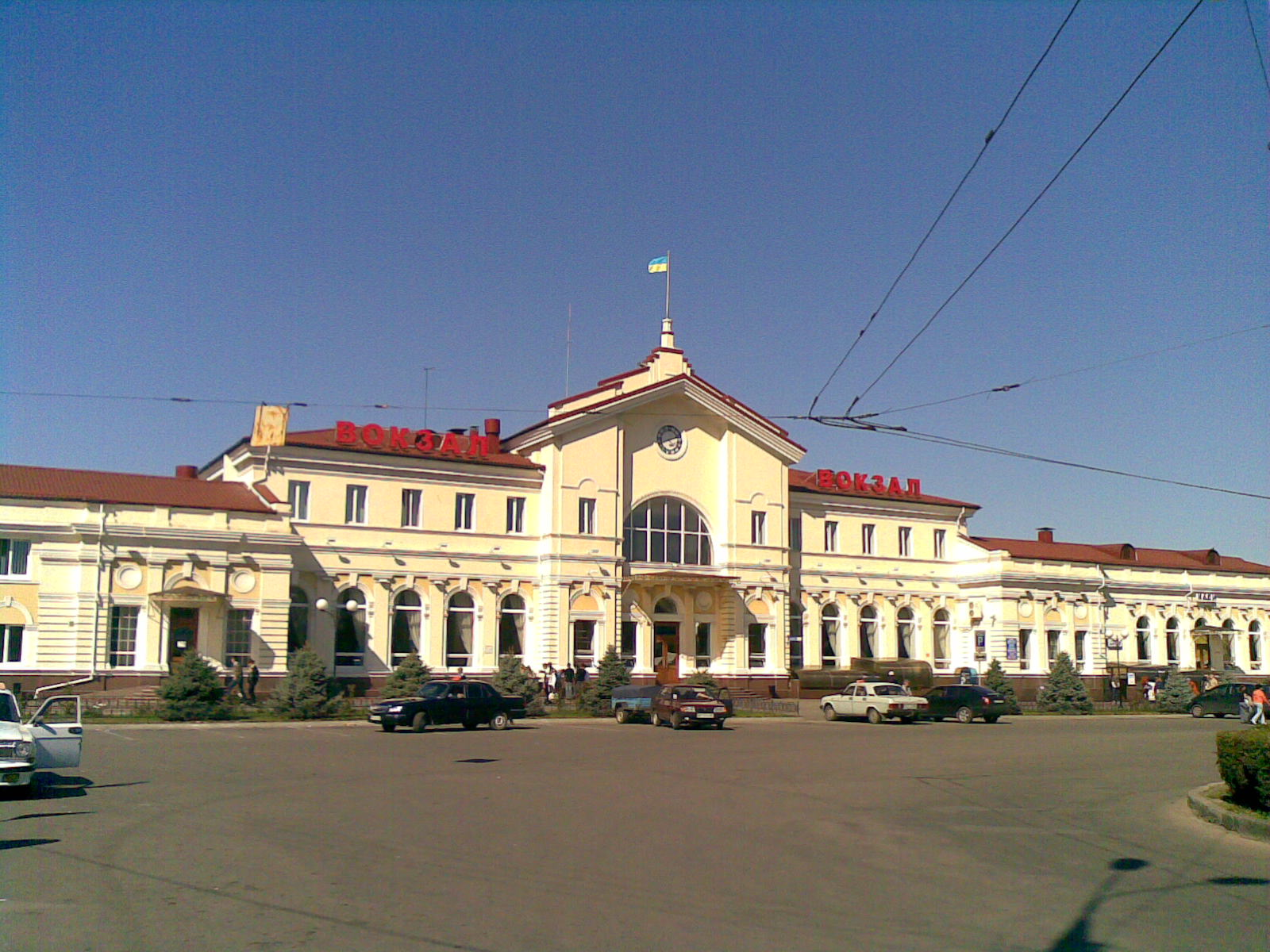
Nádraží
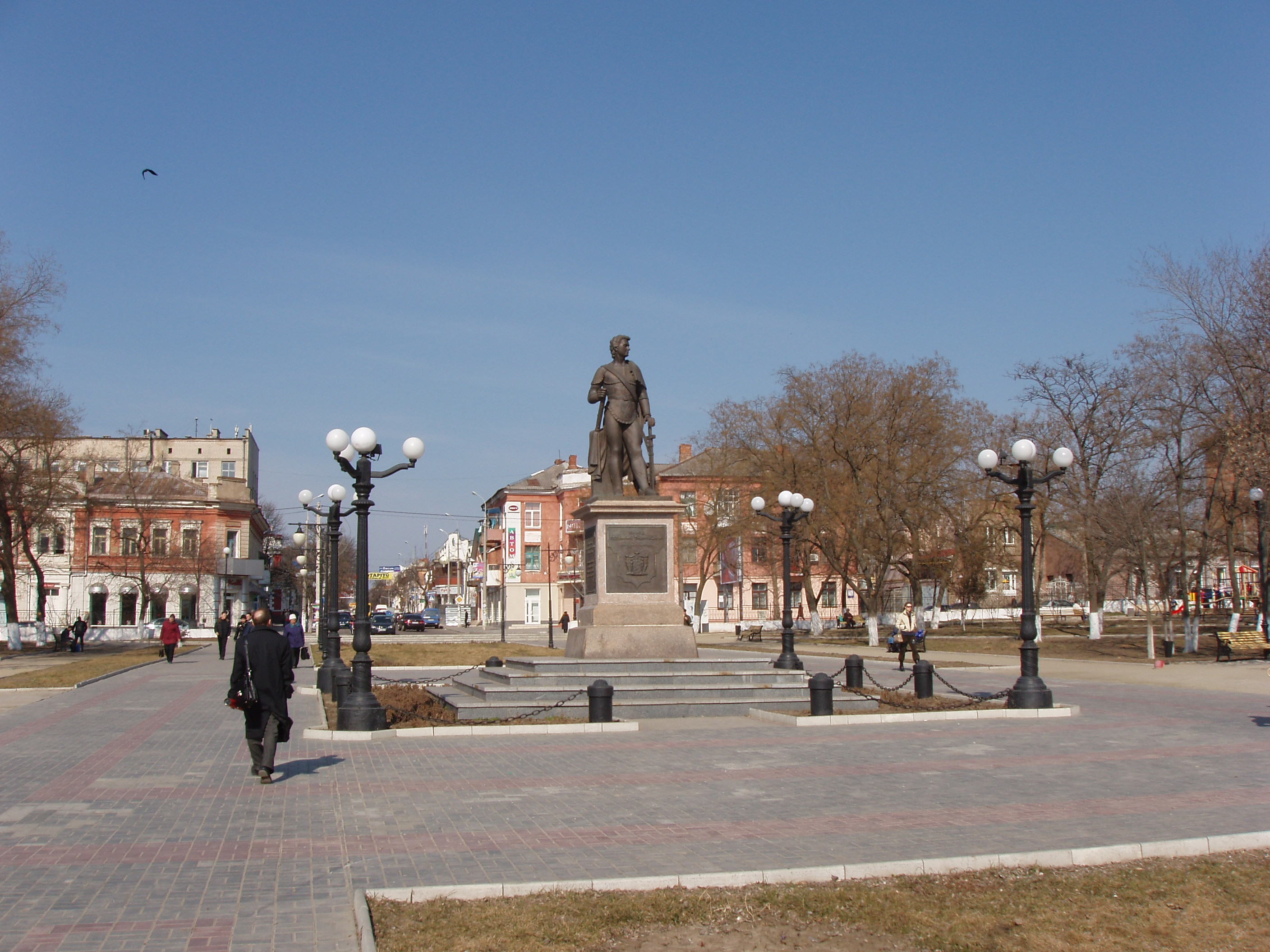
Potěmkinův pomník
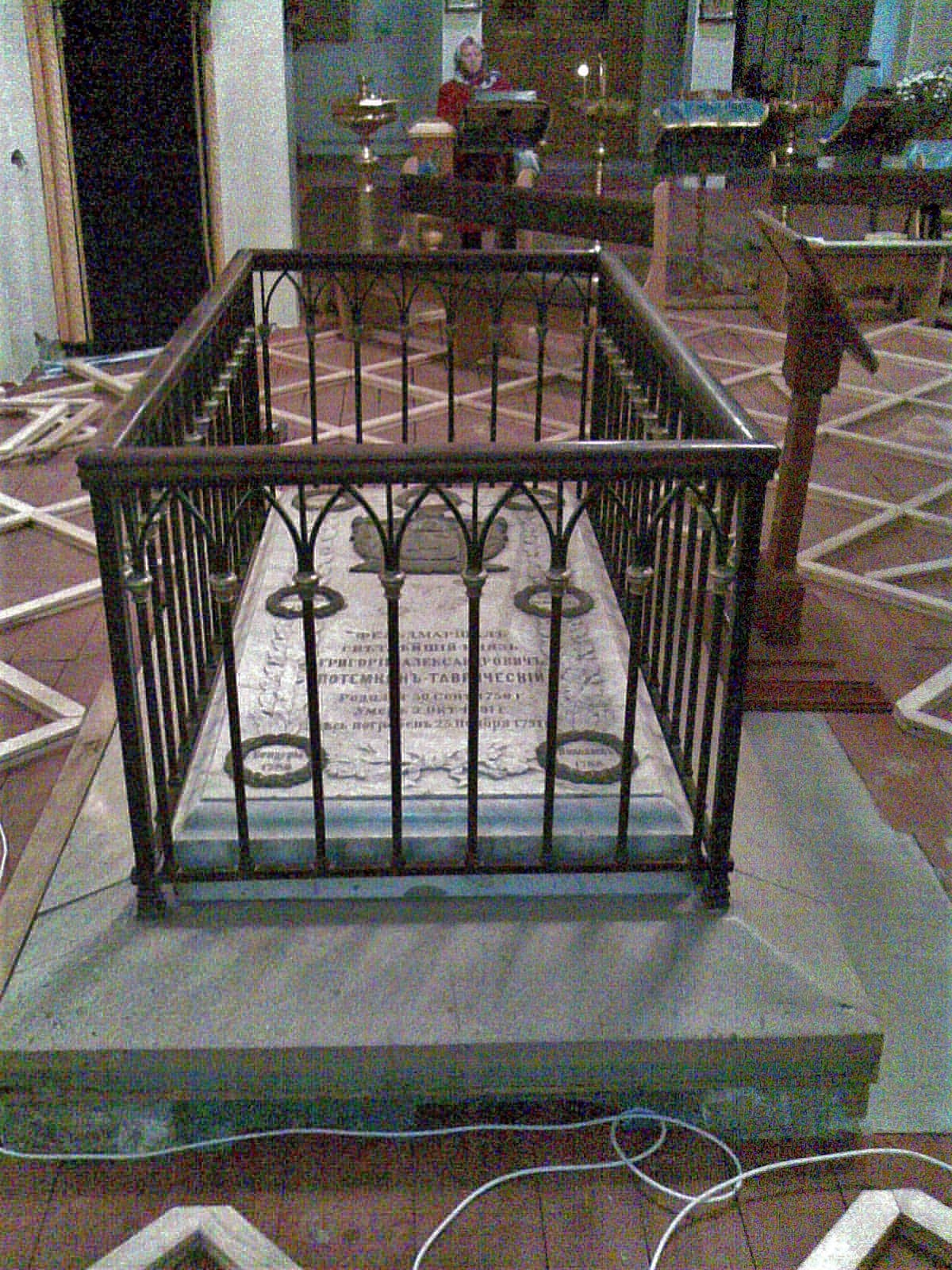
Potěmkinův hrob v katedrále
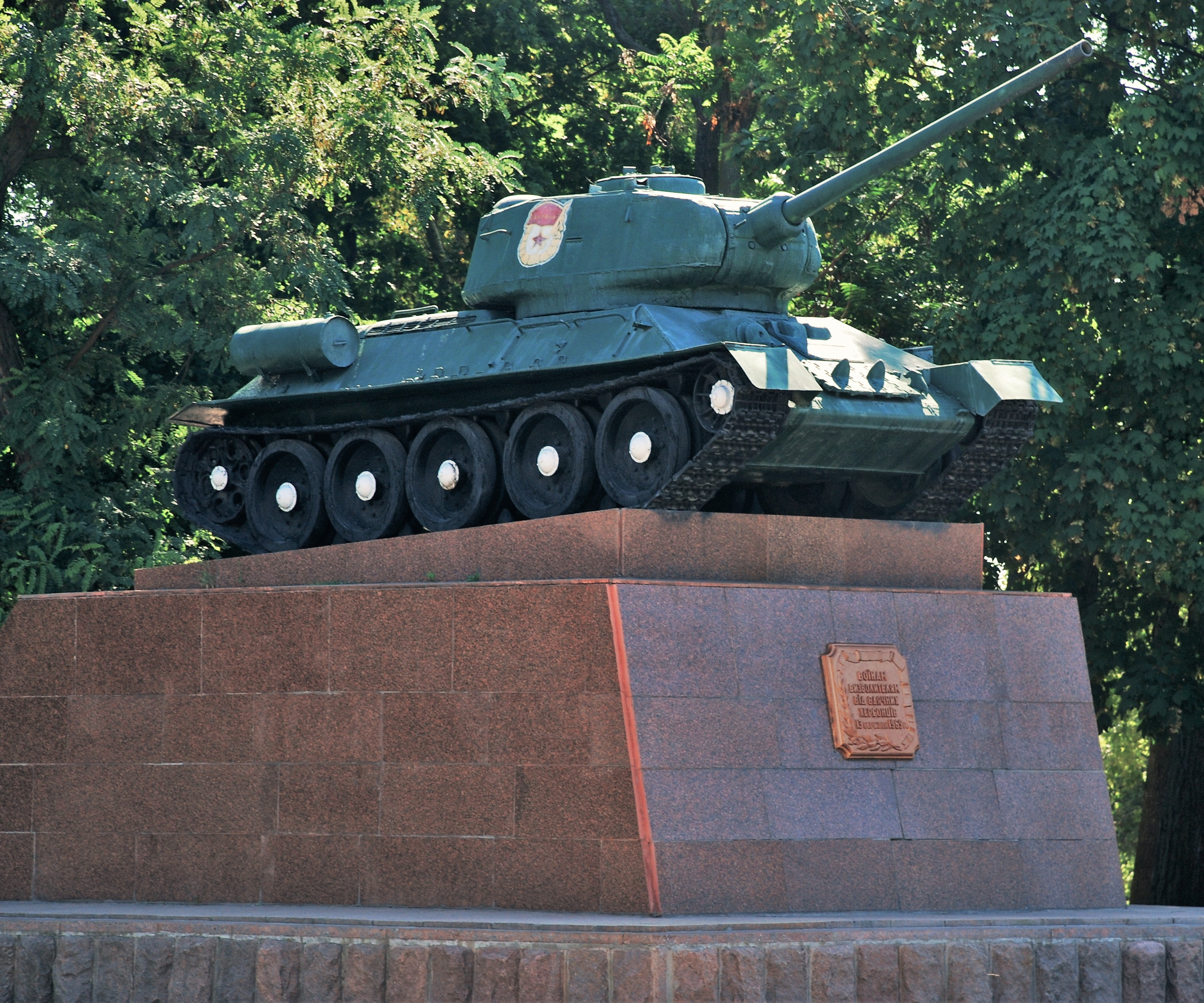
Památník obránců města, tank Т-34–85
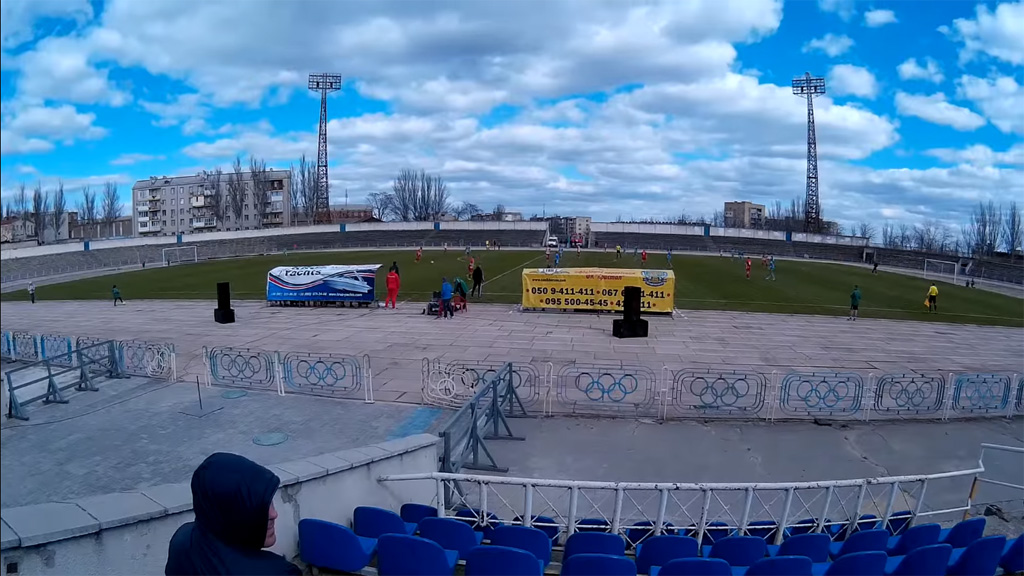
Stadion Krystal